# Bernhard Spielberg
Bernhard Spielberg (* 1976 in Würzburg) ist ein deutscher katholischer Theologe.

## Leben
Nach dem Abitur 1995 am Balthasar-Neumann-Gymnasium und dem Zivildienst (1995–1996) bei der Sozialstation St. Elisabeth in Marktheidenfeld studierte er von 1995  bis 2001 katholische Theologie (Diplom) in Würzburg. Von 2001 bis 2002 war er pastoraler Mitarbeiter in St. Adalbero und St. Andreas, Würzburg. Von 2001 bis 2008 war er wissenschaftlicher Mitarbeiter am Lehrstuhl für Pastoraltheologie der Julius-Maximilians-Universität Würzburg (Erich Garhammer). Nach der Promotion 2008 zum Dr. theol. (summa cum laude) war er von 2008 bis 2014 Akademischer Rat am Lehrstuhl für Pastoraltheologie der Julius-Maximilians-Universität Würzburg. Nach der Habilitation 2014 für die Fächer Pastoraltheologie und Homiletik und Ernennung zum Akademischen Oberrat wurde er 2014 Juniorprofessor für Pastoraltheologie an der Albert-Ludwigs-Universität Freiburg. 2019 wurde er Universitätsprofessor für Pastoraltheologie in Freiburg im Breisgau.
Spielberg war Schriftleiter und Mitherausgeber der Lebendigen Seelsorge.

## Schriften (Auswahl)
- Kann Kirche noch Gemeinde sein? Praxis, Probleme und Perspektiven der Kirche vor Ort. Würzburg 2008, ISBN 3-429-02999-6.
- als Herausgeber Michael Meyer-Blanck und Jörg Seip: Homiletische Präsenz. Predigt und Rhetorik. München 2010, ISBN 978-3-7698-1805-5.
- als Herausgeber Michael Meyer-Blanck, Ursula Roth und Jörg Seip: Sündenpredigt. München 2012, ISBN 3-7698-1964-0.
- als Herausgeber Tobias Kläden und Stefan Gärtner: Praktische Theologie in der Spätmoderne. Herausforderungen und Entdeckungen. Würzburg 2014, ISBN 978-3-429-03652-2.